# Datum
Datum v koledarju je podatek o nekem dnevu ali dogodku glede na sestav koledarja. Datum omogoča, da se lahko neki dan poistoveti. Ugotovi se lahko, koliko dnevov je minilo med dvema datumoma. Za zgled, 17. februar 2003 je v gregorijanskem koledarju deset dni za 7. februarjem 2003.
Večina koledarjev je sestavljenih iz treh delov: leto, mesec in dan v mesecu. Lahko so tudi drugi deli, kakor je dan v tednu. Leta se po navadi šteje od določene začetne točke ali posebnega dogodka, ki se imenuje koledarska doba (era), včasih pa epoha.
Če se datumu odstrani leto, se ga tudi šteje za datum. Za zgled, 7. februar namesto 7. februar 2003. Tako datum določa dneve letnih praznikov, kakor rojstni dan ali božič 25. decembra.

## Zapis datuma
9. januar 2018 ali pa 9. 1. 2018. Oba zapisa sta pravilna, presledki pa pravopisno zahtevani. Vodilnih ničel, kakor 09. 01. 2018, se ne zapisuje. Ime meseca se ne pregiba, torej 9. januarja 2018 ni pravilno, ampak samo 9. januar 2018.